# Voorhout
Voorhout – holenderska miejscowość położona w gminie Teylingen w prowincji Holandia Południowa. Według spisu ludności z 2005 roku miejscowość liczy 14 972 mieszkańców.

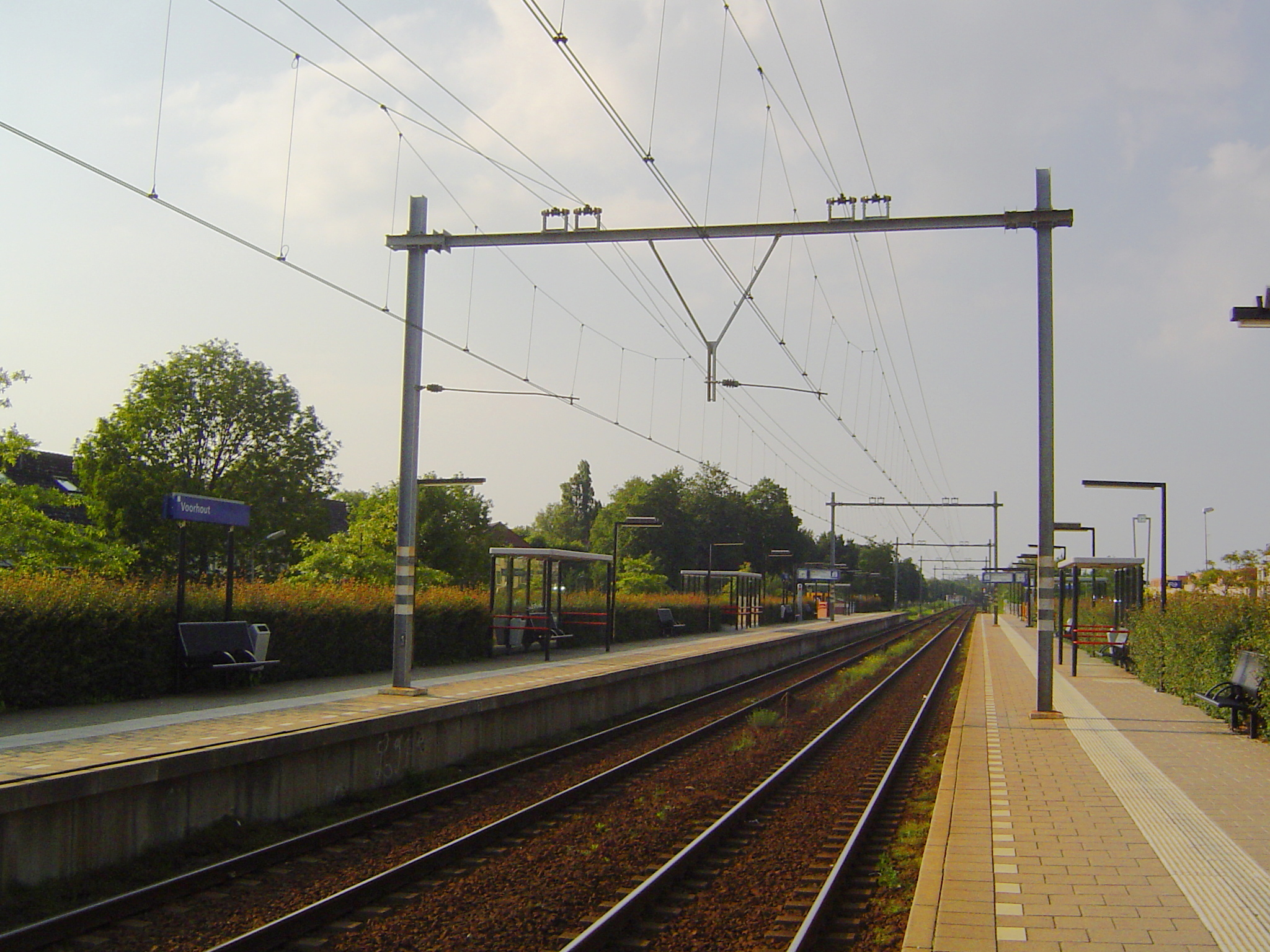
Dworzec kolejowy w Voorhout
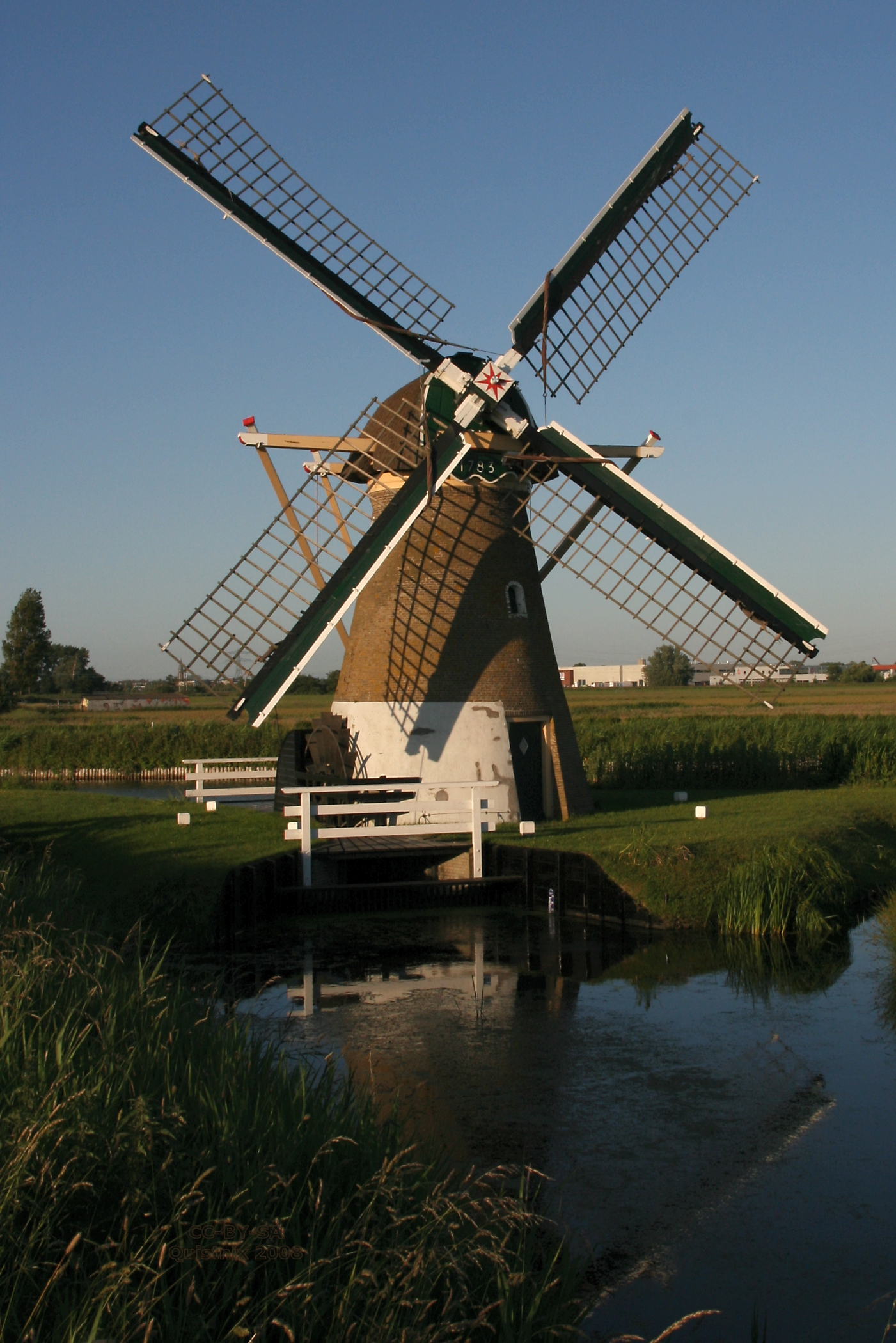
Wiatrak